# 在チリ日本国大使館

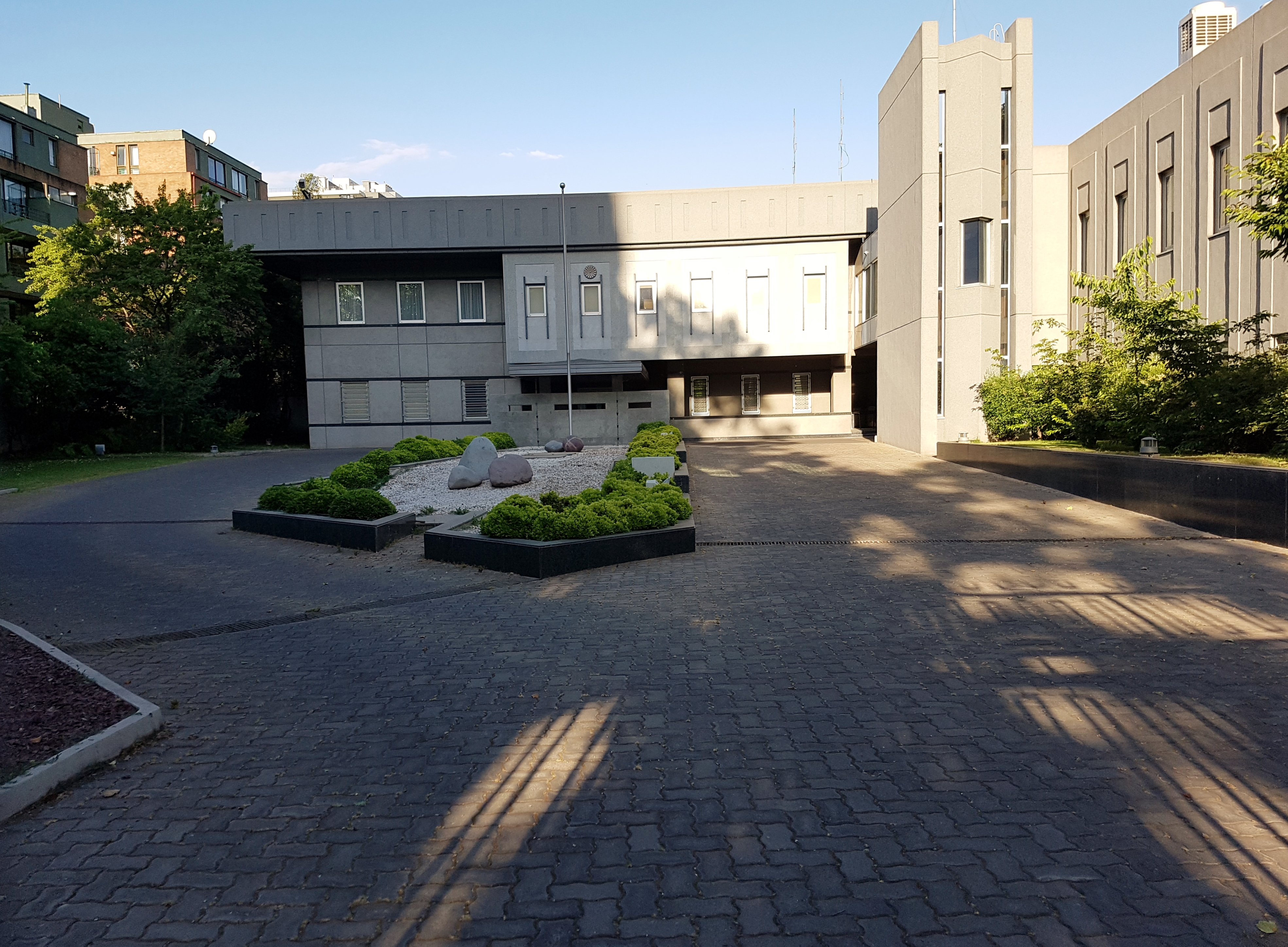
在チリ日本国大使館の敷地（2017年）

在チリ日本国大使館（スペイン語: Embajada del Japón en Chile / Embajada de Japón en Chile、英語: Embassy of Japan in Chile）は、チリの首都サンティアゴにある日本の大使館。2023年11月29日より、伊藤恭子が特命全権大使を務めている。

## 沿革
- 1897年9月25日、日本チリ修好通商航海条約が締結され、日本とチリの国交が正式に樹立される[2]
- 1909年2月、サンティアゴに在チリ日本帝国公使館が開設される[3]
- 1943年1月20日、チリが大日本帝国との国交断絶を宣言し[4]、サンティアゴの帝国公使館が閉鎖される
- 1945年4月11日、チリが大日本帝国に対して宣戦布告する[5]
- 1952年4月12日、日本の主権回復に先駆け、「在外公館の名称及び位置を定める法律」が制定され、在チリ日本国公使館の設置が定められる[6]
- 1952年4月28日、サンフランシスコ平和条約の発効により日本が主権回復。チリも同条約締結国のうちの一国[7]
- 1952年10月17日、日本とチリの外交関係が再開される[2]
- 1957年5月15日、サンティアゴの公使館が在チリ日本国大使館に昇格する[8]

## 所在地
| 日本語           | チリ共和国サンティアゴ県プロビデンシア市リカルド・リョン通り520 |
| スペイン語・英語 | Av. Ricardo Lyon 520, Providencia, Santiago, Chile              |

## 利益代表部として
1960年8月にコスタリカで開催された第6回米州機構外相会議の結果、アメリカ合衆国および複数のラテンアメリカ諸国がドミニカ共和国に対して外交関係断絶を宣言。これを受けて、ドミニカ共和国がチリにおける利益代表業務の引き受けを日本に要請し、日本がこの要請を受諾したため、在チリ日本国大使館がドミニカ共和国の利益代表部を兼任するようになった。1962年に入って米国とラテンアメリカ諸国によるドミニカ共和国集団制裁が解除されると、チリとドミニカ共和国の外交関係も回復し、日本による利益代表業務の引き受けも終了した。

## 著名な在勤者
- 中山定義 - 大日本帝国海軍中佐、第4代海上幕僚長